# Kościół św. Marka w Żywcu
Kościół Św. Marka – kościół rzymskokatolicki znajdujący się w Żywcu, w dzielnicy Śródmieście, w parafii Narodzenia Najświętszej Marii Panny. 
Świątynia położona jest przy ul. Sienkiewicza, za dawnym Szpitalem Powiatowym. Pierwszy, drewniany budynek kościoła, powstał w tym miejscu w 1591 jako wotum w celu przebłagania o zakończenie zarazy, która nawiedziła miasto.
Murowany kościół został wybudowany w 1885. Na jego wieży znajduje się wczesnobarokowa, drewniana płaskorzeźba przedstawiająca św. Marka. Płaskorzeźba pomalowana jest farbami olejnymi.
Do dawnego wyposażenia kościoła należały klasycystyczne, drewniane świeczniki, przekazane do Muzeum Miejskiego w Żywcu, a także gotycki tryptyk z lat 1445–1450, którego dwa zachowane skrzydła z wizerunkami czterech siedzących biskupów oraz Matki Boskiej Bolesnej i Chrystusa Boleściwego zostały oddane Muzeum Narodowemu w Krakowie.
Od 3 grudnia 2023 do 23 lutego 2025 w kościele św. Marka odbywały się nabożeństwa w obrządku bizantyjsko-ukraińskim dla miejscowej społeczności greckokatolickiej, organizowane przez parafię św. Cyryla i Metodego w Bielsku-Białej, od 23 lutego 2025 nabożeństwa sprawowane są w kościele Przemienienia Pańskiego w Żywcu.

## Cmentarz
Przy kościele położony jest zabytkowy cmentarz, który został zamknięty na początku XX w., na mocy przepisów sanitarnych władz austriackich głoszących, że cmentarze powstawać powinny poza zwartą zabudową, w oddaleniu od miasta.
Na cmentarzu, w pobliżu neogotyckiej kaplicy grobowej stoi kamienna rzeźba św. Józefa z Dzieciątkiem. Według napisu na nasadniku została ona ufundowana w 1797 przez Łukasza i Kunegundę z nowotarskich Tyczów. Postać św. Józefa umieszczona jest na wysokim czworościennym postumencie z cokołem i gzymsem.